# Eriopyga approximans
Eriopyga approximans là một loài bướm đêm trong họ Noctuidae.